# Checker Superba
Der Checker Superba war ein von der Checker Motors Corporation in Kalamazoo (Michigan) in den Modelljahren 1961 bis 1963 hergestellter PKW. Der Superba entstand auf Basis und mit der Karosserie des Checker Taxi und wurde in zwei Ausstattungslinien angeboten: Standard und Custom. Von beiden Varianten gab es eine viertürige Limousine und einen fünftürigen Kombi.
Der Kunde hatte (ohne Mehrpreis) die Wahl zwischen zwei Versionen des Sechszylindermotors 6L-226 von Continental. Beide hatten einen Hubraum von 3636 cm³ (226 cui) und basierten auf einem Motor den auch Kaiser, Willys und IKA verwendet hatten. Die eine war seitengesteuert, hatte eine Verdichtung von  7,3 : 1 und 80 bhp (59 kW) Leistung. Dafür kam sie auch mit minderwertigem Benzin zurecht. Die andere hatte hängende Ventile (OHV), war 8 : 1 verdichtet und brachte mit 122 bhp (90 kW) eine ähnliche Leistung wie die der letzten Kaiser. Serienmäßig war ein Dreigang-Schaltgetriebe mit Lenkradschaltung, gegen Aufpreis war ein Automatikgetriebe von Borg-Warner mit Wählhebel an der Lenksäule erhältlich.
Der Superba hatte einen Kühlergrill mit einem bogenförmigen Mittelteil, das von zwei verchromten Seitenteilen flankiert wurde. Die Luftzufuhr in den Motorraum wurde durch 24 rechteckige Öffnungen in der Mitte des Kühlergrills bewerkstelligt. Die Standlichter befanden sich auf zwei dicken Blechen neben dem Kühlergrill und hatten sternförmige Gehäuse. Als 1963 der Checker Marathon herauskam, hatte er seinen eigenen Wabengrill über die volle Fahrzeugbreite.
1963 erhielt der Superba seine einzige äußerliche Änderung, einen stärker konturierten Stoßfänger vorne. Ansonsten glich das Erscheinungsbild des Wagens exakt dem des ersten Modells 1961.
Die Verkaufszahlen des Superba im ersten Verkaufsjahr 1960 (das Modelljahr 1961 dauerte von September 1960 bis Juli 1961) waren mit 1050 Einheiten noch geringer als die von Amerikas kleinstem eigenständigen Autohersteller Studebaker.